# Messingglanzstar
Der Messingglanzstar (Lamprotornis chloropterus) ist eine endemisch in Afrika südlich der Sahara weit verbreitete Vogelart, die aus den zwei Unterarten Lamprotornis chloropterus chloropterus und Lamprotornis chloropterus elisabeth besteht. Der Messingglanzstar lebt in einem breiten Band von Senegal im Westen bis Eritrea im Osten Afrikas und weiter südlich bis Simbabwe. Insgesamt ist die Datenlage selbst für einen Star dünn und undurchsichtig, da es bei dieser Art in freier Wildbahn auch noch zusätzlich leicht zu einer Verwechselung mit dem Grünschwanz-Glanzstar (Lamprotornis chalybaeus) kommen kann.
Der Messingglanzstar ernährt sich von Insekten, Früchten, Samen und Nektar und lebt in offenen Savannen mit Baumbestand, Dornbuschsavannen und Farmland.

## Etymologie und Forschungsgeschichte
Der Begriff »Lamprotornis« leitet sich aus den griechischen Worten »lamprotēs, lampros λαμπροτης, λαμπρος« für »Pracht, strahlend« und »ornis όρνις« für »Vogel« ab.
Der Begriff »chloropterus« setzt sich aus den lateinischen Worten »chlorum« für »grün« und »optera« für » Flügel, Schwinge« zusammen.
Richard Bowdler Sharpe beschrieb den Messingglanzstar unter dem Namen Lamprocolius chloropterus. 1820 führte Coenraad Jacob Temminck die Gattung Lamprotornis u. a. für den Rotschulter-Glanzstar (Lamprotornis nitens (Linnaeus, 1766)) ein, der später auch der Messingglanzstar zugeordnet wurde.
Es herrscht weiterhin keine Einigkeit in der Wissenschaft darüber, ob es sich bei L. c. chloropterus und L. c. elisabeth um Unterarten oder eigenständige Arten handelt und bedarf daher weiterer Untersuchungen. Die Art wird hier weiterhin mit den Unterarten beschrieben.

## Merkmale

### Körperbau und Gefieder
Der Messingglanzstar (Lamprotornis chloropterus) ist eine 18–20 cm große Vogelart aus der Familie der Eigentlichen Glanzstare mit einem Gewicht von 52 bis 86 Gramm und einer Flügelspannweite von etwa 27 cm und zählt zu den kleinen Arten der Stare. Das Gefieder erhält sein Farbenspiel durch sogenannte Strukturfedern, die ihre Farben nur durch Lichtbrechung und ohne Pigmente erzeugen. Der besondere Glanz wird durch die in der Struktur der Federn eingebundenen Melanosome in den Melanozyten, die unter einem Keratinfilm liegen, hervorgerufen. Das Besondere dieser Melanosome sind ihre plättchenartige und innen hohle Form. Die Plättchen sind einfach und/oder vielfach geschichtet und dabei in ihrer Ordnung einheitlich oder auch alternierend (wechselweise) angeordnet.
Der Messingglanzstar (Lamprotornis chloropterus) ist in freier Wildbahn schwer vom Grünschwanz-Glanzstar (Lamprotornis chalybaeus) zu unterscheiden, zumal beide Arten öfter gemeinsam in Schwärmen auftreten. Von seiner Statur her wirkt er insgesamt kompakter als der Grünschwanz-Glanzstar.
Sein etwas runderer Kopf und sein Nacken sind leicht grünlich glänzend, die Seiten des Halses und die Kehle mit einer Neigung zu einem etwas bläulicheren Grünton, der in die Schultern übergeht und sich am Rücken glänzend fortsetzt. Sein etwas kürzerer Schwanz ist von oben grünlich und von unten dunkelbraun. Die Zügel zwischen Schnabel und Auge erscheinen anthrazit – schwarz mit einem violett-blauen Stich und die Ohrdecken violett-blau. Diese als „Maske“ bezeichnete Partie hat klare Ränder. Die obere Brust stellt sich wieder in etwas grünlicheren Tönen dar die an Bauch, Steiß und Oberschenkel in ein glänzendes Blau übergehen. Die Flanken haben eine leicht magentafarbene Partie, dem Lamprotornis chalybaeus sycobius ähnlich. Die Schirmfedern sind in einem metallisch glänzenden bläulichen grün, das sich über die mittleren Flügelfedern in einem glänzenden grün fortsetzt und bei den inneren kleineren Federn einen violett-blauen Ton annimmt. Die Flügel weisen angelegt zwei Reihen dunkler Punkte auf, wobei die erste Reihe oft nur schwach zu sehen ist. Der schwarze Schnabel ist schmaler als beim L. chalybaeus und die Beine sind schwarz.

### Augen
Die Iris der Augen ist gelb bis orange-gelb. Wie die meisten Vogelarten, außer den nachtaktiven Vögeln, sehen die Messingglanzstare ihre Umwelt anders als wir Menschen. Im Gegensatz zum Menschen hat der Star für das Farbsehen vier und nicht nur drei Fotorezeptortypen (auch Sehzellen genannt) auf der Retina (Netzhaut). Neben den für das Schwarz-Weiß-Sehen zuständigen dünneren stäbchenförmigen Rezeptoren, sind vier zapfenförmige Rezeptortypen für die Wahrnehmung bei den Staren zuständig (tetrachromatisches Sehen). Drei der vier zapfenförmigen Rezeptortypen sind für den im vom Menschen sichtbaren Bereich des Lichtes (trichromatisches Sehen) zuständig, welche die drei Grundfarben rot, grün und blau sichtbar machen. Der vierte Rezeptor ist für die Wahrnehmungen im Bereich des ultravioletten Lichtes verantwortlich, welches für den Menschen nicht sichtbar ist. Der Lichteinfall regt die verschiedenen Rezeptortypen innerhalb der stark gefalteten und mit unterschiedlich farbigen Öltröpfchen versehenen Membranen verschieden intensiv an. Auf die unterschiedlichen Wellenlängen des Lichtes reagieren die jeweils zuständigen Rezeptoren mehr oder weniger stark, so dass die unterschiedlichen Farben und Farbtöne wahrgenommen werden. Der gegenüber dem Menschen zusätzliche UV-Rezeptor lässt die Stare unsere Umwelt erheblich differenzierter bzw. anders wahrnehmen. So ist der Star in der Lage, mit Hilfe der UV-Rezeptoren Unterschiede bei den Artgenossen, den Reifegrad der Früchte oder Spuren, die wir nicht sehen, besser und einfacher zu erkennen.

### Lautäußerungen
Seine Laute klingen oft dem des Grünschwanz-Glanzstares sehr ähnlich, jedoch gibt er keine nasalen Laute wie dieser von sich. Die Laute sind einem trockenen zirpen ähnlich, gemischt mit ein paar flüssiger klingen Lauten, die meist hoch und schrill ausfallen.

### Juvenile
Die Juvenile der Nominatform L. c. chloropterus sind von oben braun und die Federspitzen fallen glänzend grün aus. Ihre Flügel und der Schwanz gestalten sich wie beim adulten Messingglanzstar, jedoch in einem weniger glänzenden bronze – grün. Die Zügel und die Ohrdecken sind in einem dunkleren braun. Die Punkte auf den Flügeln fallen weniger deutlich schwarz aus. Beim Lamprotornis chloropterus elisabeth
fällt die Farbgebung insgesamt dunkler und mehr gelbbraun aus.

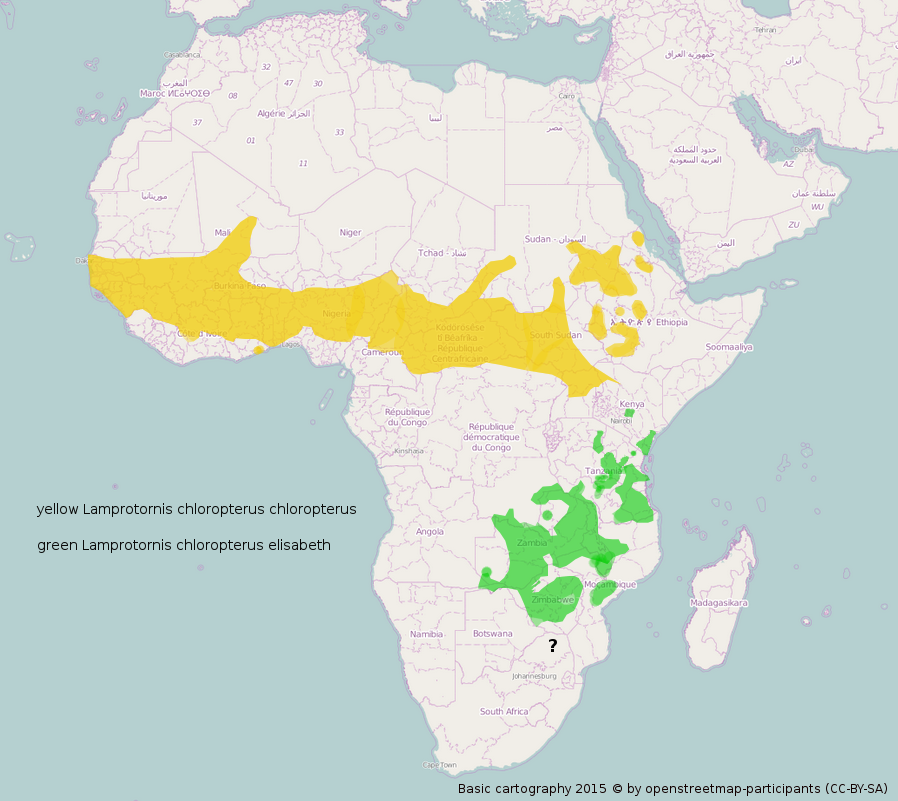
Verbreitungsgebiete Lamprotornis chlorpterus chlorpterus und Lamprotornis chloropterus elisabeth

## Lebensraum und Verbreitung
Der Messingglanzstar (Lamprotornis chloropterus) ist eine endemisch im tropischen Afrika südlich der Sahara vorkommende Spezies, die sich in die zwei Unterarten L. c. chloropterus und L. c. elisabeth unterteilt.
- Lamprotornis chloropterus chloropterus Swainson, 1838[8]: Sein etwa 4.090.000 km²[4] großes Verbreitungsgebiet reicht in einem breiten Band von Senegal, Gambia, Guinea-Bissau, Guinea und Sierra Leone im Westen des Kontinents über die Länder Mali, Elfenbeinküste, Burkina Faso, Ghana, Togo, Benin, Nordkamerun, Südtschad, Zentralafrikanische Republik, Südsudan bis in den Süden des Sudan, dem äußersten Nordosten der Demokratischen Republik Kongo sowie Uganda und Westkenia und weist weitere regionale Verbreitung in Eritrea und Äthiopien im Osten des Kontinents auf.[5]

- Lamprotornis chloropterus elisabeth (Stresemann, 1924)[9]: Sein Verbreitungsgebiet von etwa 984.000 km²[10] liegt überwiegend im Südosten und der Mitte des südlichen Afrikas in Südkenia, Tansania, Sambia, Simbabwe und in den Regionen Sambesi und Kavango-Ost im äußersten Nordosten Namibias, dem sogenannten Caprivistreifen bzw. Caprivizipfel.[5]

Lamprocolius cyanogenys (Sundevall,1850) wird heute als Synonym zur Nominatform gesehen.
In einigen Teilen überlagern sich die Verbreitungsgebiete des Messingglanzstares (Lamprotornis chloropterus) mit denen des Grünschwanz-Glanzstares (Lamprotornis chalybaeus). Insgesamt liegt das Band jedoch etwas südlicher.
Der Lamprotornis chloropterus gilt als residente Art und lebt überwiegend in leicht bewaldeten Savannen, Buschland und Farmland in den nördlichen Tropen. Außerhalb der Brutzeit wandert er in den Regionen und man trifft ihn vermehrt auch in den südlicheren Tropen an, wo er in nahezu allen Laubwäldern, besonders gerne auch in Wäldern mit Bäumen der Gattung Brachystegia, vorkommt. Er lebt vom Tiefland bis hinauf ins Hochland bis 1700 m (Malawi) und ist während der Brutzeit meist als Paar, sonst für gewöhnlich in kleineren Gruppen von 10–20 Exemplaren anzutreffen, gelegentlich aber auch in größeren Schwärmen mit bis zu 1200 Staren. Die Schwärme setzen sich meist aus mehreren Starenarten, wie unter anderem dem Lamprotornis chalybaeus, dem Lamprotornis purpureus oder dem Cinnyricinclus leucogaster zusammen. Insgesamt ist die Datenlage als dürftig zu betrachten.

## Lebensweise und Verhalten

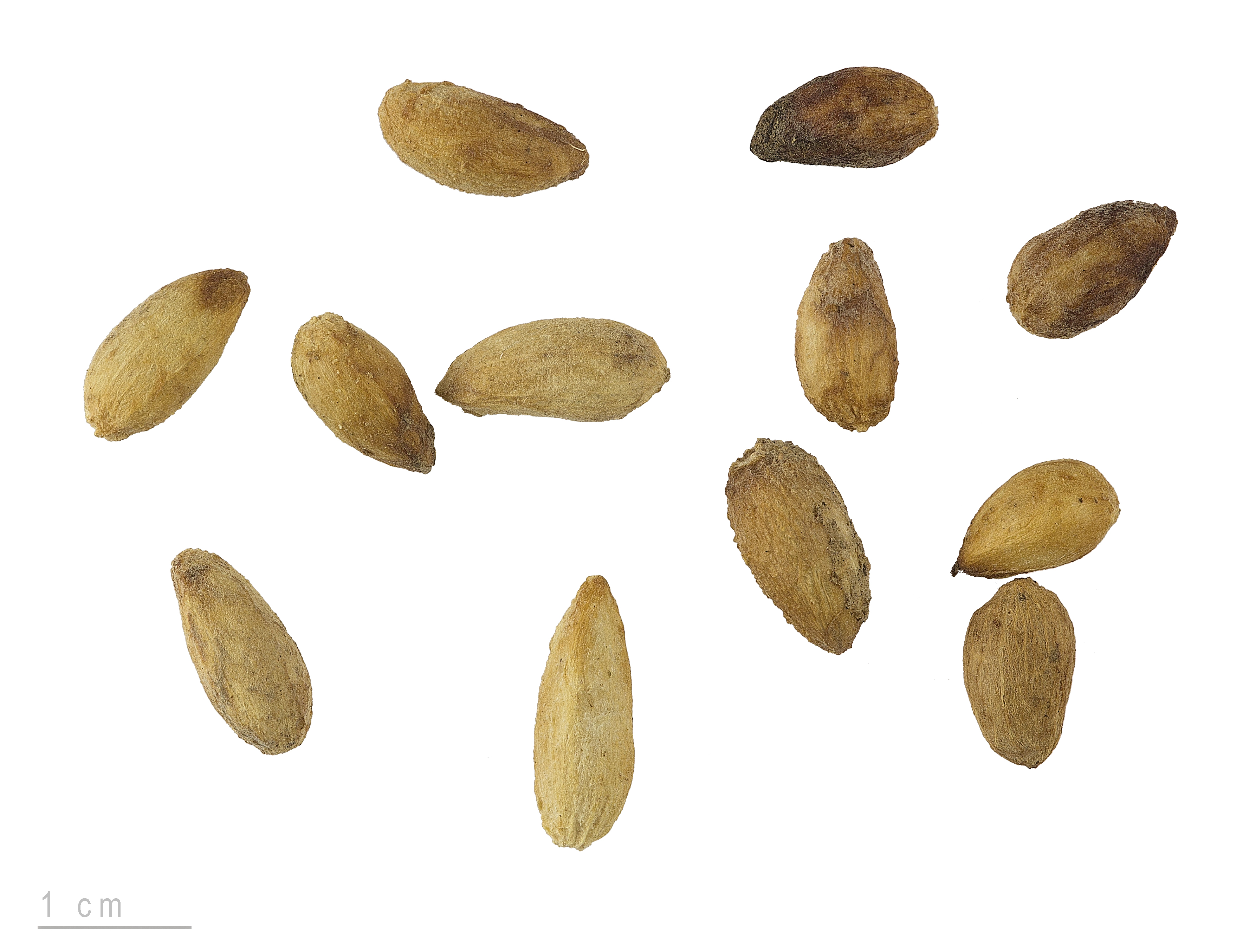
Früchte des Niembaumes (Azadirachta indica), die "Apotheke" der Eigentlichen Glanzstare

### Ernährung
Der Messingglanzstar ernährt sich von Früchten und Nektar von Pflanzen aus der Familie der Malvengewächse (Malvaceae) wie der Unterfamilie Malvoideae, den Bäumen aus der Gattung Bombax in der Unterfamilie der Wollbaumgewächse (Bombacoideae) und Sterculia quinqueloba aus der Unterfamilie der Stinkbaumgewächse (Sterculioideae). Ebenso gelten die Früchte der Natal-Feige (Ficus natalensis), Michelia campaca einem ursprünglich süd- und südostasiatischen Magnoliengewächs und des Niembaums (Azadirachta indica) aus der Familie der Mahagonigewächse (Meliaceae) als ein Bestandteil seines Ernährungsprogramms. Der Niembau gilt als die natürliche Apotheke vieler Vogelarten, da dieser viele heilende und gesundheitsfördernde Wirkstoffe enthält. Ferner gehören Samen und Insekten, wie Termiten (Isoptera) und Käfer (Coleoptera), aber auch Heuschrecken  (Orthoptera) und Würmer (Lepidoptera) zu seiner Nahrung.

### Fortpflanzung
Der Messingglanzstar gilt als monogame Art, der seine Nester ungeordnet aus Gras, Stroh und Blättern mit einem kuppelartigen Dach oder in Hohlräume in Bäumen baut. Es wurde beobachtet, dass aber auch in höhlenartigen Spalten gebrütet wurde.
Das Weibchen legt 2 – 5 blau-grünliche, matt glänzende und leicht gesprenkelte Eier, die es allein ausbrütet. An der Aufzucht und Ernährung der Juvenilen beteiligt sich das Männchen. Es ist unklar ob sich diese Art durch Helfer unterstützen lässt. Nähere Einzelheiten zur Inkubationszeit und der Aufzucht liegen derzeit nicht vor.

## Gefährdung
In seinen Verbreitungsgebieten gilt der Messingglanzstar nicht als gefährdete Art. Sein Bestand gilt als stabil. Eine Verifizierung ist kaum möglich, da eine Unterscheidung von anderen Arten in freier Wildbahn äußerst difiziel ist. Da die Verbreitungsgebiete jedoch außerordentlich groß sind, wird er von der IUCN als nicht gefährdet (least concern) eingestuft.,

## Systematik
Der Messingglanzstar steht in einer Verwandtschaftsgruppe mit sechs weiteren Arten, innerhalb einer der vier Kronengruppen der Gattung Eigentliche Glanzstare (Lamprotornis). In einem direkten Verwandtschaftsverhältnis steht die Schwesterart des Keilschwanz-Glanzstares (Lamprotornis acuticaudus). Zusammen bilden sie die basale Klade in dieser Kronengruppe.
|  | Keilschwanz-Glanzstar (Lamprotornis acuticaudus) |
|  |                                                  |
|  | Messingglanzstar (Lamprotornis chloropterus)     |
|  |                                                  |

|  | Grünschwanz-Glanzstar (Lamprotornis chalybaeus) |
|  |                                                 |
|  | Schillerglanzstar (Lamprotornis iris)           |
|  |                                                 |

|  | Purpurglanzstar (Lamprotornis purpureus)                                                                              |
|  | |
|  | \| \| Erzglanzstar (Lamprotornis chalcurus) \| \| \| \| \| \| Rotschulter-Glanzstar (Lamprotornis nitens) \| \| \| \| |
|  | |
|  | Erzglanzstar (Lamprotornis chalcurus)                                                                                 |
|  | |
|  | Rotschulter-Glanzstar (Lamprotornis nitens)                                                                           |
|  | |

|  | Erzglanzstar (Lamprotornis chalcurus)       |
|  |                                             |
|  | Rotschulter-Glanzstar (Lamprotornis nitens) |
|  |                                             |

|  | Grünschwanz-Glanzstar (Lamprotornis chalybaeus) |
|  |                                                 |
|  | Schillerglanzstar (Lamprotornis iris)           |
|  |                                                 |

|  | Purpurglanzstar (Lamprotornis purpureus)                                                                              |
|  | |
|  | \| \| Erzglanzstar (Lamprotornis chalcurus) \| \| \| \| \| \| Rotschulter-Glanzstar (Lamprotornis nitens) \| \| \| \| |
|  | |
|  | Erzglanzstar (Lamprotornis chalcurus)                                                                                 |
|  | |
|  | Rotschulter-Glanzstar (Lamprotornis nitens)                                                                           |
|  | |

|  | Erzglanzstar (Lamprotornis chalcurus)       |
|  |                                             |
|  | Rotschulter-Glanzstar (Lamprotornis nitens) |
|  |                                             |

|  | Keilschwanz-Glanzstar (Lamprotornis acuticaudus) |
|  |                                                  |
|  | Messingglanzstar (Lamprotornis chloropterus)     |
|  |                                                  |

|  | Grünschwanz-Glanzstar (Lamprotornis chalybaeus) |
|  |                                                 |
|  | Schillerglanzstar (Lamprotornis iris)           |
|  |                                                 |

|  | Purpurglanzstar (Lamprotornis purpureus)                                                                              |
|  | |
|  | \| \| Erzglanzstar (Lamprotornis chalcurus) \| \| \| \| \| \| Rotschulter-Glanzstar (Lamprotornis nitens) \| \| \| \| |
|  | |
|  | Erzglanzstar (Lamprotornis chalcurus)                                                                                 |
|  | |
|  | Rotschulter-Glanzstar (Lamprotornis nitens)                                                                           |
|  | |

|  | Erzglanzstar (Lamprotornis chalcurus)       |
|  |                                             |
|  | Rotschulter-Glanzstar (Lamprotornis nitens) |
|  |                                             |

|  | Grünschwanz-Glanzstar (Lamprotornis chalybaeus) |
|  |                                                 |
|  | Schillerglanzstar (Lamprotornis iris)           |
|  |                                                 |

|  | Purpurglanzstar (Lamprotornis purpureus)                                                                              |
|  | |
|  | \| \| Erzglanzstar (Lamprotornis chalcurus) \| \| \| \| \| \| Rotschulter-Glanzstar (Lamprotornis nitens) \| \| \| \| |
|  | |
|  | Erzglanzstar (Lamprotornis chalcurus)                                                                                 |
|  | |
|  | Rotschulter-Glanzstar (Lamprotornis nitens)                                                                           |
|  | |

|  | Erzglanzstar (Lamprotornis chalcurus)       |
|  |                                             |
|  | Rotschulter-Glanzstar (Lamprotornis nitens) |
|  |                                             |

|  | Keilschwanz-Glanzstar (Lamprotornis acuticaudus) |
|  |                                                  |
|  | Messingglanzstar (Lamprotornis chloropterus)     |
|  |                                                  |

|  | Grünschwanz-Glanzstar (Lamprotornis chalybaeus) |
|  |                                                 |
|  | Schillerglanzstar (Lamprotornis iris)           |
|  |                                                 |

|  | Purpurglanzstar (Lamprotornis purpureus)                                                                              |
|  | |
|  | \| \| Erzglanzstar (Lamprotornis chalcurus) \| \| \| \| \| \| Rotschulter-Glanzstar (Lamprotornis nitens) \| \| \| \| |
|  | |
|  | Erzglanzstar (Lamprotornis chalcurus)                                                                                 |
|  | |
|  | Rotschulter-Glanzstar (Lamprotornis nitens)                                                                           |
|  | |

|  | Erzglanzstar (Lamprotornis chalcurus)       |
|  |                                             |
|  | Rotschulter-Glanzstar (Lamprotornis nitens) |
|  |                                             |

|  | Grünschwanz-Glanzstar (Lamprotornis chalybaeus) |
|  |                                                 |
|  | Schillerglanzstar (Lamprotornis iris)           |
|  |                                                 |

|  | Purpurglanzstar (Lamprotornis purpureus)                                                                              |
|  | |
|  | \| \| Erzglanzstar (Lamprotornis chalcurus) \| \| \| \| \| \| Rotschulter-Glanzstar (Lamprotornis nitens) \| \| \| \| |
|  | |
|  | Erzglanzstar (Lamprotornis chalcurus)                                                                                 |
|  | |
|  | Rotschulter-Glanzstar (Lamprotornis nitens)                                                                           |
|  | |

|  | Erzglanzstar (Lamprotornis chalcurus)       |
|  |                                             |
|  | Rotschulter-Glanzstar (Lamprotornis nitens) |
|  |                                             |

|  | Keilschwanz-Glanzstar (Lamprotornis acuticaudus) |
|  |                                                  |
|  | Messingglanzstar (Lamprotornis chloropterus)     |
|  |                                                  |

|  | Grünschwanz-Glanzstar (Lamprotornis chalybaeus) |
|  |                                                 |
|  | Schillerglanzstar (Lamprotornis iris)           |
|  |                                                 |

|  | Purpurglanzstar (Lamprotornis purpureus)                                                                              |
|  | |
|  | \| \| Erzglanzstar (Lamprotornis chalcurus) \| \| \| \| \| \| Rotschulter-Glanzstar (Lamprotornis nitens) \| \| \| \| |
|  | |
|  | Erzglanzstar (Lamprotornis chalcurus)                                                                                 |
|  | |
|  | Rotschulter-Glanzstar (Lamprotornis nitens)                                                                           |
|  | |

|  | Erzglanzstar (Lamprotornis chalcurus)       |
|  |                                             |
|  | Rotschulter-Glanzstar (Lamprotornis nitens) |
|  |                                             |

|  | Grünschwanz-Glanzstar (Lamprotornis chalybaeus) |
|  |                                                 |
|  | Schillerglanzstar (Lamprotornis iris)           |
|  |                                                 |

|  | Purpurglanzstar (Lamprotornis purpureus)                                                                              |
|  | |
|  | \| \| Erzglanzstar (Lamprotornis chalcurus) \| \| \| \| \| \| Rotschulter-Glanzstar (Lamprotornis nitens) \| \| \| \| |
|  | |
|  | Erzglanzstar (Lamprotornis chalcurus)                                                                                 |
|  | |
|  | Rotschulter-Glanzstar (Lamprotornis nitens)                                                                           |
|  | |

|  | Erzglanzstar (Lamprotornis chalcurus)       |
|  |                                             |
|  | Rotschulter-Glanzstar (Lamprotornis nitens) |
|  |                                             |